# Liste von Ursulinenklöstern
Die Liste von Ursulinenklöstern enthält bestehende und ehemalige Niederlassungen des Ordens der heiligen Ursula.

## Bestehende Klöster

### Römische Union
Die Ursulinen der römischen Union sind in 27 Provinzen in 34 Ländern unterteilt.
Frankreich
- Ursulinenkloster Bollène

Italien
- Ursulinenkloster Rom, Hauptsitz der Römischen Union

Polen
- Ursulinenkloster Poznań (Posen)
- Ursulinenkloster Wrocław (Breslau), seit 1687, mit Schule

Österreich
- Ursulinenkloster Klagenfurt am Wörthersee
- Ursulinenkloster Leoben, Provinzialat
- Ursulinenkloster Glasenbach bei Salzburg, mit Gymnasium (1695–1957 in Salzburg-Altstadt)[3]
- Ursulinenkloster Wien

### Deutschsprachige Föderation
In der Föderation deutschsprachiger Ursulinen sind 26 Konvente und vier Filialen in Deutschland, Österreich, Norditalien und Chile zusammengeschlossen.
Deutschland
- Ursulinenkloster Erfurt, seit 1667, Edith-Stein-Schule Erfurt
- Ursulinenkloster Straubing (1691–1809, seit 1827)

- Ursulinenkloster Dorsten, seit 1699, Gymnasium St. Ursula Dorsten
- Ursulinenkloster Duderstadt, seit 1700
- Kloster Mariä Verkündigung Würzburg, seit 1712, mit St. Ursula-Schule

- Ursulinenkloster Bornheim-Hersel, seit 1852
- Ursulinenkloster Hildesheim, seit 1853, Gymnasium Marienschule Hildesheim
- Ursulinenkloster Haselünne, seit 1854, Kreisgymnasium St. Ursula Haselünne
- Ursulinenkloster Osnabrück, seit 1865, Angelaschule
- Ursulinenkloster St. Angela in Königstein im Taunus, seit 1884, St. Angela-Schule (Königstein)
- St.-Ursula-Stift Werl, seit 1888, mit Ursulinengymnasium Werl
- Ursulinenkloster Geisenheim, seit 1894, St.-Ursula-Schule (Geisenheim)

- Ursulinenkloster Attendorn, seit 1917, St. Ursula Gymnasium
- Ursulinenkloster Bad Münstereifel, seit 1921, Erzbischöfliches St.-Angela-Gymnasium (Bad Münstereifel)
- Ursulinenkloster Neustadt (Dosse), seit 1923, Heiliggeistkloster
- Ursulinenkloster St. Angela Wipperfürth, seit 1925, mit Erzbischöfliches St.-Angela-Gymnasium (Wipperfürth)

- Ursulinenkloster Bielefeld, seit 1946
- Ursulinenkloster Offenbach am Main, seit 1946, aus Ratibor kommend (dort seit 1863), Marienschule
- Ursulinenkloster Hofheim am Taunus, seit 1955
- Ursulinenkloster Mannheim, seit 1955, Ursulinen-Gymnasium Mannheim
- Ursulinenkloster Winterberg, seit 1965
- Ursulinenkloster Niederaltaich, seit 1979
- Ursulinenkloster Kaarst

Österreich
- Ursulinenkloster Graz
- Ursulinenkloster Innsbruck

Italien
- Ursulinenkloster Bruneck, Südtirol

Chile
- Ursulinenkonvent Santiago de Chile

### Weitere Kongregationen
Kongregation von Kalvarienberg
Die Kongregation von Calvarienberg-Ahrweiler hatte drei Filialen in Aachen, Krefeld und Trier, von denen nur noch die letztere besteht.  
- Ursulinenkloster Kalvarienberg Ahrweiler, seit 1838 (vorher 1630–1803 Franziskaner)
- Ursulinenkonvent Trier, seit 1853, mit Angela-Merici-und-Blandine-Merten-Realschule

Ursulinenschwestern vom heiligen Herzen Jesu im Todeskampf
Die Ursulinenschwestern vom heiligen Herzen Jesu im Todeskampf (USKJ) haben Niederlassungen in Deutschland, Finnland, Frankreich, Polen, den Philippinen, Polen, Russland, Tansania, der Ukraine und Belarus.
- Ursulinen München, IN VIA

Gesellschaft der heiligen Ursula von Anne de Xainctonge
Die Gesellschaft der heiligen Ursula von Anne de Xainctonge  hat Niederlassungen in
Frankreich
- Ursulinenkloster Dôle,[5] Burgund, Gründungskloster
- Ursulinenkloster Dijon[5]

Schweiz
- Ursulinenklostet Freiburg im Üechtland, seit 1635
- Kloster St. Ursula Brig, seit 1661
- Ursulinenkloster Sitten, seit 1884

Deutschland
- Ursulinenkloster (Freiburg im Breisgau), seit 1922 (vorher 1696–1877), mit St.-Ursula-Gymnasium Freiburg im Breisgau, St. Ursula-Schulen Freiburg, St. Ursula (Freiburg im Breisgau)

Gesellschaft der heiligen Ursula
Die Gesellschaft der heiligen Ursula hat zwei Säkularinstitute in Deutschland.
- Säkularinstitut Augsburg
- Säkularinstitut St. Angela Merici Flensburg

## Chronologische Liste
| Name                                                    | Gründung       | Schließung | Anmerkungen |
| ------------------------------------------------------- | -------------- | ---------- | --- |
| Ursulinengemeinschaft Mailand                           | 1868           | ?          | erste Gemeinschaft der Ursulinen |
| Ursulinenkloster Paris                                  | 1612           | um 1790    | erstes Kloster der Ursulinen |
| Ursulinenkloster Bordeaux                               | 1618           | um 1790    | zweites Ursulinenkloster |
| Ursulinenkloster Freiburg im Üechtland                  | 1635           |            | |
| Ursulinenkloster Köln                                   | 1639           | ?          | erstes deutsches Ursulinenkloster, mit Ursulinenkirche St. Corpus Christi, Erzbischöfliche Ursulinenschule Köln, erste höhere Mädchenschule in Deutschland             |
| Ehemaliges Ursulinenkloster Aachen                      | 1651           | 1818       | zweites Ursulinenkloster in Deutschland |
| Ursulinenkloster Wien                                   | 1660           |            | erstes Ursulinenkloster in Österreich, Römische Union |
| Ursulinenkloster Kitzingen                              | 1660           | 1804       | dann protestantische Kirche, vorher Benediktinerinnen, ab 1558 evangelisches Damenstift                                                                                |
| Ursulinenkloster Meßkirch                               | 1660           | 1668       | |
| Kloster St. Ursula Brieg                                | 1661           |            | Schweiz |
| Ursulinenkloster Koblenz                                | 1664, 1902     | ?, 1971    | heute Bischöfliches Cusanus-Gymnasium |
| Ursulinenkloster Erfurt                                 | 1667           |            | Edith-Stein-Schule Erfurt |
| Kloster Sankt Joseph (Landshut)                         | 1668, 1827     | 1809, 2015 | |
| Ursulinenkloster Linz                                   | 1668           | 1979       | Österreich |
| Ursulinenkloster Preßburg/Bratislava                    | 1676           | ?          | |
| Ursulinenkloster Düsseldorf                             | 1677 oder 1681 | 1981       | seitdem in Kaarst, daraus St.-Ursula-Gymnasium (Düsseldorf), St.-Ursula-Berufskolleg                                                                                   |
| Ursulinenkloster Düren                                  | 1681, 1919     | 1878, 2001 | mit St.-Angela-Schule (Düren) (2. September 1878 und 1. August 2001)                                                                                                   |
| Ursulinenkloster Sitten                                 | 1684           |            | Schweiz |
| Ursulinenkloster Breslau                                | 1686/87        | 1946       | danach polnische Neugründung |
| Ursulinenkloster Straubing                              | 1691, 1827     | 1809       | Ursulinenkirche |
| Ursulinenkloster Freiburg im Breisgau                   | 1696, 1922     | 1877       | mit St.-Ursula-Gymnasium Freiburg im Breisgau, St. Ursula-Schulen Freiburg, St. Ursula (Freiburg im Breisgau)                                                          |
| Kloster Sankt Maria (Neuburg an der Donau)              | 1698           | 1813       | |
| Ursulinenkloster Dorsten                                | 1699           |            | Gymnasium St. Ursula Dorsten |
| Ursulinenkloster Duderstadt                             | 1700           |            | |
| Ursulinenkloster Monschau                               | 1710           | 1977       | Unterbrechungen von 1838 bis 1857 (Schwestermangel) und 1877 bis 1927 (Kulturkampf); 1977 übergegangen in „Bischöfliche Mädchenrealschule St. Ursula“ im Bistum Aachen |
| Ursulinenkloster Fritzlar                               | 1711           | 2003       | mit Ursulinenschule Fritzlar |
| Kloster Mariä Verkündigung (Würzburg)                   | 1712           |            | St.-Ursula-Schule |
| Kloster Landsberg am Lech                               | 1719           | 1809       | ab 1845 Dominikanerinnen |
| Ursulinenkloster Emmerich-Elten                         | 1735           | 1984       | letzte Ursuline starb 1994 |
| Ursulinenkloster Staufen/Breisgau                       | 1745           | 1777       | Mädchenschule |
| Ursulinenkloster Rüthen                                 | 1749           | 1772       | vorher 1480–1734 Augustinerinnen |
| Kloster St. Georg (Ingolstadt)                          | 1750           | 1810       | |
| Kloster St. Ursula (Villingen)                          | 1782           |            | aus Kloster St. Clara (Bickenkloster), Schule |
| Ursulinenkloster Halberstadt                            | ?              | um 1800    | |
| Kloster St. Ursula Breisach                             | 1820           | ?          | vorher seit 1731 Augustiner-Chorfrauen, mit Theresianum |
| Ursulinenkloster Kalvarienberg Ahrweiler                | 1838           |            | 1630–1803 Franziskaner |
| Ursulinenkloster Frauenchiemsee                         | 1837           | ?          | |
| 2. Ursulinenkloster Aachen                              | 1848           | 1878       | im Kloster der Sepulchrinerinnen, später St. Leonhard Gymnasium in Aachen                                                                                              |
| Ursulinenkloster Nonnenwerth                            | 1850           | 1854       | |
| Ursulinenkloster Bornheim-Hersel                        | 1852           |            | |
| Ursulinenkloster Hildesheim                             | 1853           |            | Marienschule |
| Ursulinenkloster Trier                                  | 1853           |            | Angela-Merici-und-Blandine-Merten-Realschule |
| Ursulinenkloster Berlin                                 | 1854           | 1937/39    | 29. April 1854 in Kreuzberg, 1875–1888 in Rudow, mit Katholische Grundschule St. Ursula                                                                                |
| Ursulinenkloster Haselünne                              | 1854           |            | Kreisgymnasium St. Ursula |
| Ursulinenkloster Geilenkirchen                          | 1855           | 1998       | mit Bischöfliches Gymnasium |
| Ursulinenkloster Osnabrück                              | 1856           |            | Angelaschule (seit 1903) |
| Ursulinenkloster Hannover                               | 1860           | 2003       | bis 1. August 2003, mit St. Ursula-Schule Hannover |
| Ursulinenkloster Kempen                                 | 1867           | ?          | mit Luise-von-Duesberg-Gymnasium |
| Ursulinenkloster Frankfurt am Main                      | 1879           | ?          | |
| Ursulinenkloster Geisenheim                             | 1884           |            | mit St.-Ursula-Schule (Geisenheim) |
| Ursulinenkloster Sitten                                 | 1884           |            | Schweiz |
| Ursulinenkloster St. Angela in Königstein im Taunus     | 1884           |            | mit St. Angela-Schule (Königstein) |
| Ursulinenkloster Eutin                                  | 1887           | 1962       | |
| St.-Ursula-Stift Werl                                   | 1888           |            | Ursulinengymnasium Werl |
| Ursulinenkloster Oelsnitz/Erzgebirge                    | 1893           | 1910       | |
| Ursulinenkloster Brühl                                  | 1893           | 1962       | 18. April 1893–1. April 1962, mit Erzbischöfliches St.-Ursula-Gymnasium Brühl                                                                                          |
| 3. Ursulinenkloster Aachen                              | 1891           | 2014       | später St. Ursula Gymnasium in Aachen |
| Ursulinenkloster Saarbrücken                            | 1895           | ?          | |
| Ursulinenkloster Krefeld                                | 1895           | 2017       | Marienschule |
| Ursulinenkloster Reichenberg (Klášter voršilek Liberec) | 1896           | 1950       | Tschechien, jetzt Poliklinik |
| Ursulinenkloster Hamburg                                | 1900           | 1952       | mit St. Angela-Schule |
| Ursulinenkloster Euskirchen                             | 1904           | 1914       | mit Ursulinenschule/Willi-Graf-Realschule |
| Ursulinenkloster Papenburg                              | 1916           | 1954       | Mariengymnasium |
| Ursulinenkloster Attendorn                              | 1917           |            | St. Ursula Gymnasium |
| Kloster Marienberg, Boppard                             | 1918, 1946     | 1940, 1981 | |
| Ursulinenkloster Neheim                                 | 1920           | 1991       | St. Ursula-Gymnasium |
| Ursulinenkloster Bad Münstereife                        | 1921           |            | Erzbischöfliches St.-Angela-Gymnasium (Bad Münstereifel) |
| Ursulinenkloster Lüneburg                               | 1925?          | ?          | mit St. Ursula-Schule |
| Ursulinenkloster Neustadt (Dosse)                       | 1923           |            | Heiliggeistkloster |
| Ursulinenkloster St. Angela Wipperfürth                 | 1925, 1945     | 1940       | bis 31. März 1940; 1945 durch Ursulinen aus Danzig wiedererrichtet (bestehend), Erzbischöfliches St.-Angela-Gymnasium (Wipperfürth)                                    |
| Ursulinenkloster Hüpstedt/E.                            | 1926           | 1930       | |
| Ursulinenkloster Bad Kissingen                          | 1926           | ?          | St. Ursula-Haus |
| Ursulinenkloster Witterda                               | 1942           | 1948       | an Graue Schwestern übergeben |
| Alexianerkloster Eschweiler                             | 1943/44        | ?          | |
| Ursulinenkloster Bielefeld                              | 1946           |            | |
| Ursulinenkloster Offenbach am Main                      | 1946           |            | Ursulinen aus Ratibor (dort seit 1863), Marienschule |
| Ursulinenkloster Lenggrieß                              | 1953           | 2003       | siehe Schloss Hohenburg (Lenggries) |
| Ursulinenkloster Hofheim am Taunus                      | 1855           |            | |
| Ursulinenkloster Mannheim                               | 1955           |            | Ursulinen-Gymnasium Mannheim |
| Ursulinenkloster Schwindegg                             | 1959           | 1968       | Schloss Schwindegg |
| Ursulinenkloster Winterberg                             | 1965           |            | |
| Ursulinenkloster Niederaltaich                          | 1979           |            | |
| Ursulinenkloster Kaarst                                 | 1981           |            | aus Düsseldorf |
| Ursulinenkloster Kerbscher Berg/Dingelstädt             | 1994           | 2008       | dann nach Leinefelde |
| Ursulinenkloster Leinefelde                             | 2008           |            | |

### Weitere Klöster

#### Deutschland
- weiteres Ursulinenkloster Köln (?–?)
- Ursulinenkloster Mönchengladbach (?–?)

Frankreich
- Ursulinenkloster Bollène (bestehend)

Italien
- Ursulinenkloster Bruneck (Südtirol, bestehend), deutschsprachige Kongregation
- Ursulinenkloster Rom, Hauptsitz der Römischen Union

Österreich
- Ursulinenkloster Graz (bestehend)
- Ursulinenkloster Innsbruck (bestehend)
- Ursulinenkloster Klagenfurt am Wörthersee (bestehend)
- Ursulinenkloster Leoben (bestehend ?)
- Ursulinenkloster Salzburg (bestehend)

Polen
- Ursulinenkloster Gniezno (Gnesen) (?-um 1820)
- Ursulinenkloster Poznań (Posen), bestehend (vorher ?-um 1820)
- Ursulinenkloster Wrocław (Breslau), bestehend (vorher 1686/87–1945 deutsche Ursulinen), mit Schule

Schweiz
Gesellschaft der heiligen Ursula von Anne de Xainctonge,
Brasilien
- Ursulinenkloster Guarapuava, bestehend

Chile
- Ursulinenkloster Santiago de Chile, bestehend, deutschsprachige Kongregation